# José Figueroa Alcorta
Pour les articles homonymes, voir Figueroa et Alcorta.
José Figueroa Alcorta (né à Córdoba, le 20 novembre 1860 - décédé le 27 décembre 1931). Avocat et homme politique argentin, qui est Président de la Nation entre le 12 mars 1906 et le 12 octobre 1910.

## Biographie
Diplômé en droit à l'université, il y enseigne ensuite le droit international tout en assurant une charge de consultant auprès de la municipalité de Córdoba et auprès de la Compagnie de chemins de fer Norte. Il assume des tâches journalistiques dans les journaux La Época et El Interior.
Il n'avait pas encore 25 ans lorsqu'il est élu sénateur provincial, puis député jusqu'à ce que le gouvernement de Marcos Suárez le nomme ministre en 1890. En 1895, il est nommé gouverneur de la Province de Córdoba. A la fin de son mandat, il devient sénateur national en mars 1898.
Nommé vice-président de la Nation, sous la présidence de Manuel Quintana, et Président du Sénat le 12 octobre 1904, il est pris en otage lors de la  révolution radicale de 1905. à la suite du décès de Manuel Quintana,il assume la présidence de l'Argentine en mars 1906 jusqu'en 1910.
Des années plus tard, alors qu'il fait partie de la Cour Suprême de Justice, il est le seul juge à proposer de démissionner pour répondre au coup d'État de 1930.
Il meurt le 27 décembre 1931 à l'âge de 71 ans.

## La présidence
Il a des difficultés pour obtenir l'appui du Congrès. Il cherche un arrangement avec l'Unión Cívica Radical, graciant les détenus à la suite de la tentative de coup d'État de 1905 et prépare la voie vers les changements électoraux, menés à bien par son successeur Roque Sáenz Peña. Les groupes anarchistes se montrent actifs, perpétrant de nombreux attentats et arrivant même à tuer le chef de la police Ramón Falcón, assassiné en 1909, comme vengeance pour la répression criminelle exercée par la police lors des manifestations du 1er mai.
Durant son mandat, des tensions apparaissent avec la Bolivie débouchant sur la rupture des relations diplomatiques en juillet 1909, lesquelles ne seront rétablies qu'en janvier 1911. En décembre 1907, on découvre du pétrole à Comodoro Rivadavia, en Patagonie dans le territoire de l'actuelle province de Chubut ; la première loi régulant son exploitation est édictée et une chaudière fonctionnant au pétrole argentin a été présentée à l'Exposition du centenaire de l'indépendance en 1910.